# Нижняя Иленка
Нижняя Иленка — деревня в Байкаловском районе Свердловской области. Входит в состав Баженовского сельского поселения. Управляется Нижнеиленским сельским советом.

## География
Населённый пункт расположен на правом берегу реки Иленка в 23 километрах на северо-восток от села Байкалово — административного центра района.

### Часовой пояс
Нижняя Иленка, как и вся Свердловская область, находится в часовой зоне МСК+2. Смещение применяемого времени относительно UTC составляет +5:00.

## Население
| 2002 | 2010 | 2021 |
| ---- | ---- | ---- |
| 482  | ↘463 | ↘459 |

## Инфраструктура
Деревня разделена на семь улиц (Боровикова, Гагарина, Горького, Мира, Молодёжная, Первомайская, Советская), есть школа (МКОУ Иленская средняя общеобразовательная школа) и детский сад (МКДОУ Нижнеиленский детский сад).